# 류현우 (외교관)
류현우(1973년~)는 과거 조선민주주의인민공화국의 외교관이다.

## 생애
1973년에 조선민주주의인민공화국 평양시에서 태어나 1995년에 평양외국어대학 아랍어과를 졸업했다. 조선민주주의인민공화국 공군 1사단 35연대 복무를 마친 뒤, 외무성 중동국에 들어가 2010년 시리아 주재 조선민주주의인민공화국 대사관, 2016년 쿠웨이트 주재 대사관에서 일했으며, 2017년에 주 쿠웨이트 대사대리를 맡았다가 2019년에 대한민국으로 망명했다.

## 경력
- 주시리아 조선민주주의인민공화국 대사관 참사관
- 주쿠웨이트 조선민주주의인민공화국 대사관 대사대리